# Нимиђа де Сус (Бистрица-Насауд)
Нимиђа де Сус (рум. Nimigea de Sus) насеље је у Румунији у округу Бистрица-Насауд. Oпштина се налази на надморској висини од 332 m.

## Становништво
Према подацима из 2002. године у насељу је живело 625 становника, од којих су сви румунске националности.